# Mike Pigg
Mike Pigg (Arcata, 1964) è un triatleta statunitense.

## Carriera
Mike Pigg forte triatleta statunitense sia sulla distanza olimpica che su distanza ironman. Dal 1985 al 1988 è arrivato per quattro anni di fila tra i primi dieci all'Ironman Hawaii. In particolare, nel 1988 si è classificato 2º a 2'11" dal vincitore Scott Molina, davanti a campioni come Mark Allen, Scott Tinley, Ken Glah, Ray Browning, Dirk Aschmoneit, Todd Jacobs e Pauli Kiuru.
Nel 1989 partecipa alla prima rassegna iridata su distanza olimpica, ad Avignone, classificandosi al 7º posto.
Nel 1991 vince la medaglia di bronzo ai mondiali di triathlon di Gold Coast, dietro alla stella nascente australiana Miles Stewart e ad uno dei più grandi triatleti cui la Nuova Zelanda abbia mai dato i natali, Rick Wells.

## Titoli
- Campione statunitense di triathlon (Élite) - 1987, 1988, 1991, 1992